# Żołędowo (województwo mazowieckie)
Żołędowo – wieś sołecka w Polsce położona w województwie mazowieckim, w powiecie płońskim, w gminie Nowe Miasto. Leży nad Wkrą dopływem Narwi.
Prywatna wieś szlachecka położona była w drugiej połowie XVI wieku w powiecie nowomiejskim ziemi zakroczymskiej województwa mazowieckiego. W latach 1975–1998 miejscowość należała administracyjnie do województwa ciechanowskiego.